# Ismantorps fornborg

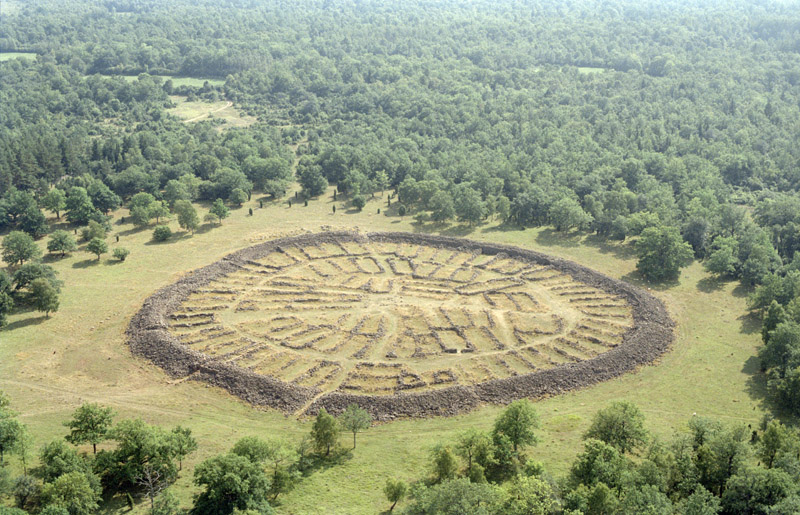
Flygfoto över Ismantorps fornborg från 1997.

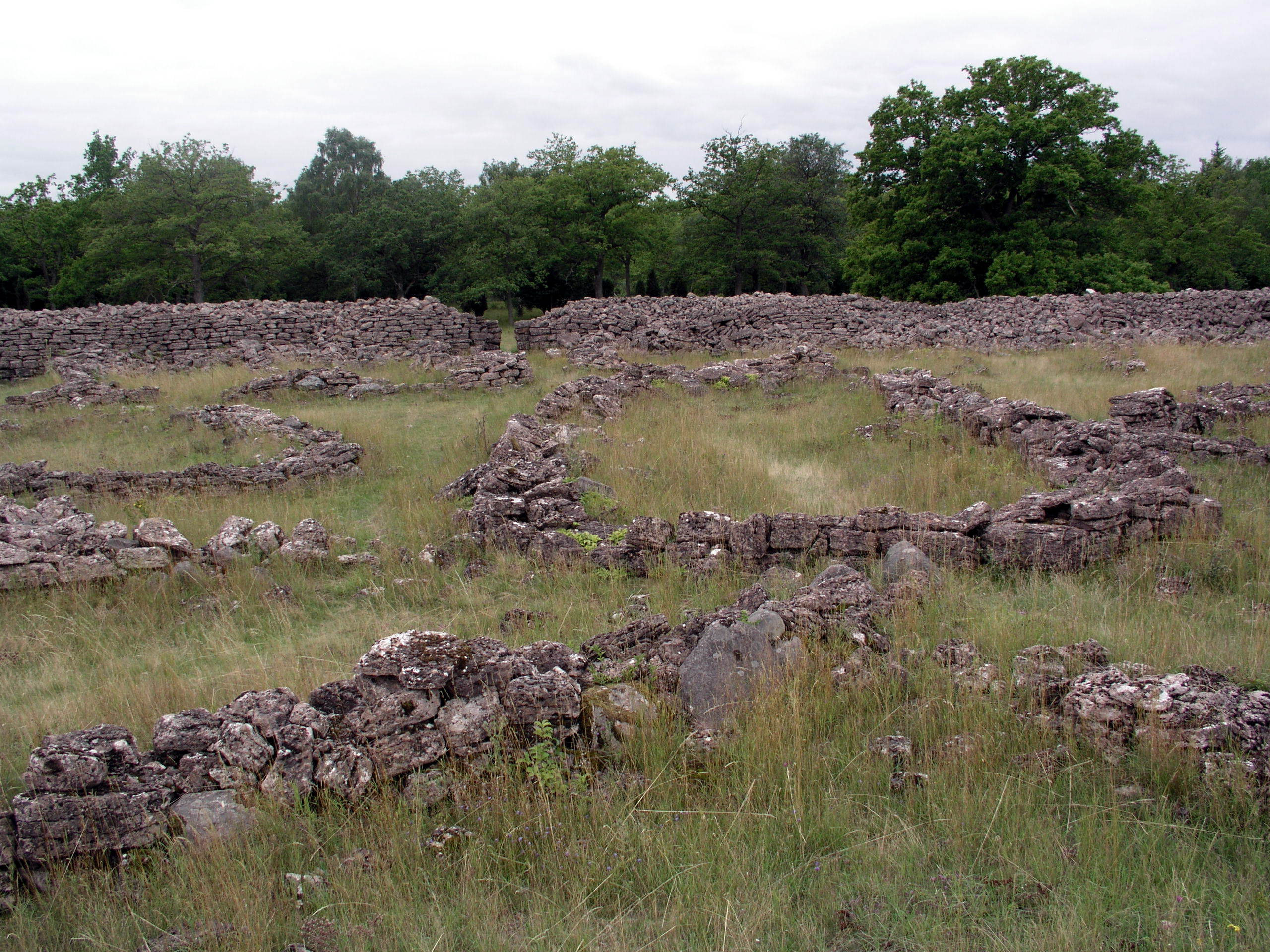
Ismantorps husgrunder

Ismantorps fornborg är en fornborg i Långlöts socken på mellersta Öland. Borgens ringmur har en diameter på 125 meter. Muren är upp till cirka 4 meter hög. Innanför ringmuren, som har nio portar, finns totalt 88 bevarande husgrunder. Mitt i borgen finns resterna av ett runt torg. Runt borgen finns också många husgrunder kvar. Borgen byggdes under 200-talet och var i bruk till 600-talet. På grund av dess utformning finns det skilda teorier om vad den användes till. Borgen har måhända liksom Gråborg varit en marknadsplats. Att ha nio portar är till exempel en försvarsteknisk svaghet. Nio kan däremot tyda på ett ockult användande av borgen.
Borgen besöktes av Linné på hans Ölandsresa.